# Krystyna Pac-Gajewska

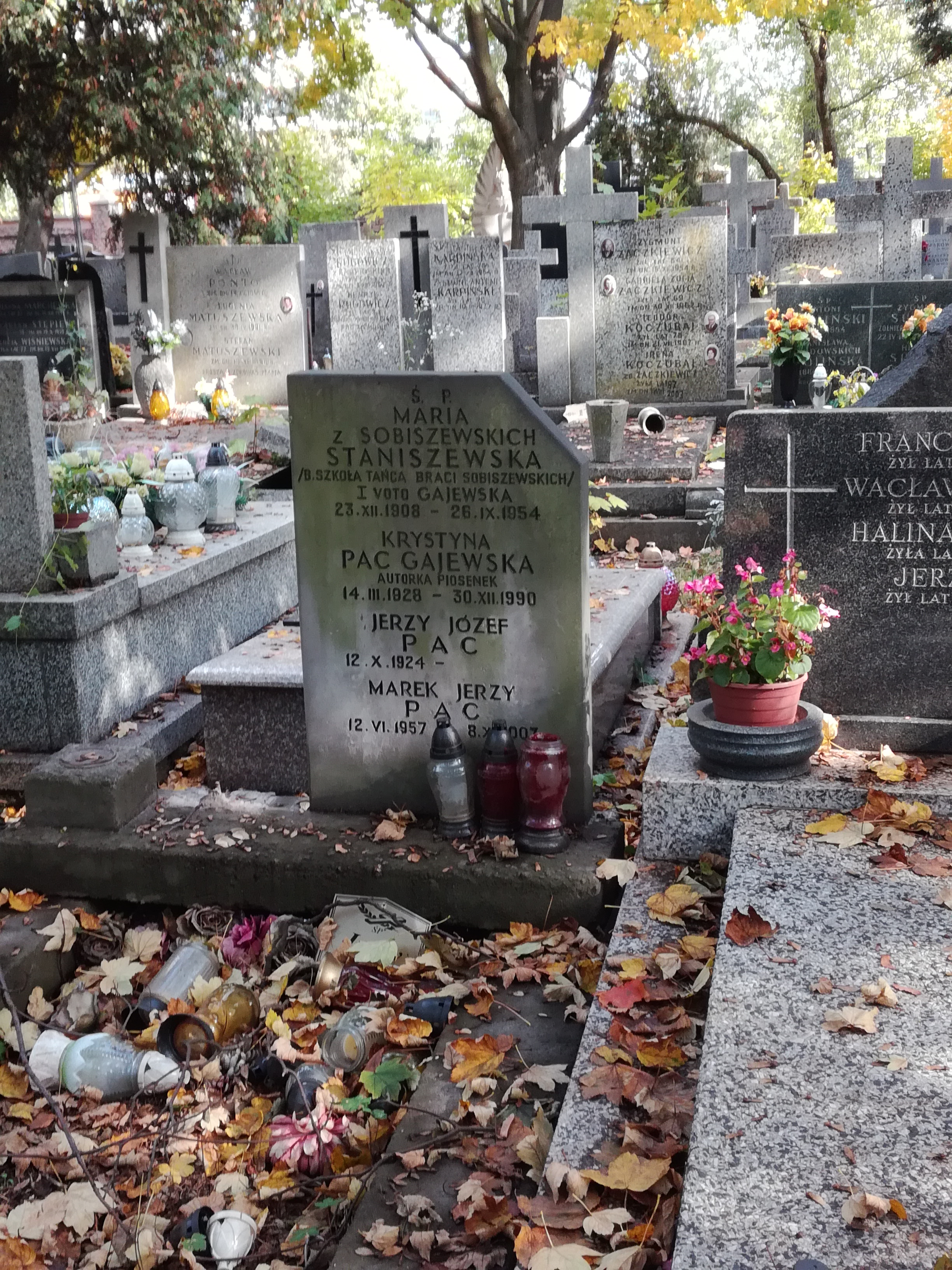
Grób Krystyny Pac-Gajewskiej na cmentarzu Bródnowskim

Krystyna Pac-Gajewska (ur. 14 marca 1928 w Warszawie, zm. 30 grudnia 1990 w Warszawie) – polska poetka, autorka tekstów piosenek.

## Życiorys
Studiowała prawo na Uniwersytecie Warszawskim. Laureatka licznych nagród i wyróżnień za teksty piosenek, m.in. wyróżnienia na III Krajowym Festiwalu Piosenki Polskiej w Opolu w 1965 r. - za piosenkę Kochajmy staruszki (muz. Edward Pałłasz), I nagrody i Złotego Pierścienia na Festiwalu Piosenki Żołnierskiej w Kołobrzegu w 1972 r. - za piosenkę W defiladowym słońcu (muz. Michał Sulej), Złotego pierścienia - za piosenkę Rosła w boru (muz. Emil Sojka, wyk. Teresa Tutinas) w 1975 roku, w 1976 r. - za piosenkę A przy żniwach wojsko (muz. Emil Sojka) oraz Srebrnego Pierścienia w 1977 r. - za piosenkę Gdy batalion rusza w marsz (muz. Emil Sojka), Złotego pierścienia - za piosenkę Morski desant (muz. Emil Sojka, wyk. Leszek Skrla) w 1989 roku, I nagrody w konkursie Rady Narodowej m. st. Warszawy - za piosenkę Na ulicy Miedzianej (muz. Jerzy Tyszkowski), II nagrody w konkursie ZAKR - za piosenkę Twoje miasto (muz. Artur Żalski), III nagrody redakcji Stimme der DDR - za piosenkę Jednakowo (muz. Michał Sulej). Pochowana na cmentarzu Bródnowskim w Warszawie (kwatera 112G-1-17).